# Michaëlla Krajicek
Michaëlla Emmrich Krajicek (Delft, 9 de gener de 1989) és tennista neerlandesa d'origen txec. És la germana petita del també tennista Richard Krajicek. Ha acumulat en el seu palmarès tres títols individuals i sis de dobles. Va arribar a la 30a posició del rànquing individual, i la 23a en dobles.

## Biografia
Krajicek va néixer a Delft (Països Baixos) en una família d'origen txecoslovac, i és germanastra de l'extennista Richard Krajicek, que fou campió de Wimbledon.
A partir del setembre de 2013 va començar una relació sentimental amb el tennista alemany Martin Emmrich, després que es van conèixer en el torneig de Rosmalen aquell mateix any. Un any després, en el mateix torneig, Emmrich li va proposar matrimoni en la mateixa pista just quan Krajicek acabava de guanyar el partit de primera ronda. La parella es va casar el juliol de 2015 i actualment resideixen a Praga, terra d'origen dels seus pares.
Durant uns anys va renunciar a participar en l'equip neerlandès de la Copa Federació per discrepàncies amb la capitana Manon Bollegraf.

## Palmarès

### Individual: 3 (3−0)
| Llegenda                     |
| ---------------------------- |
| Grand Slam (0−0)             |
| WTA Tour Championships (0−0) |
| Tier I (0−0)                 |
| Tier II (0−0)                |
| Tier III (1−0)               |
| Tier IV (2−0)                |
| Tier V (0−0)                 |

| Títols per superfície |
| --------------------- |
| Dura (2−0)            |
| Gespa (1−0)           |
| Terra batuda (0−0)    |

| Resultat   | Núm. | Data                 | Torneig                         | Superfície | Oponent en la final | Marcador      |
| ---------- | ---- | -------------------- | ------------------------------- | ---------- | ------------------- | ------------- |
| Guanyadora | 1.   | 15 d'octubre de 2005 | Taixkent, Uzbekistan            | Dura       | Akgul Amanmuradova  | 6−0, 4−6, 6−3 |
| Guanyadora | 2.   | 18 de gener de 2006  | Hobart, Austràlia               | Dura       | Iveta Benešová      | 6−2, 6−1      |
| Guanyadora | 3.   | 30 de juny de 2006   | 's-Hertogenbosch, Països Baixos | Gespa      | Dinara Safina       | 6−3, 6−4      |

### Dobles femenins: 16 (5−11)
| Abans de 2009                | Després de 2009         |
| ---------------------------- | ----------------------- |
| Grand Slam (0−0)             |                         |
| WTA Tour Championships (0−0) |                         |
| Tier I (0−0)                 | Premier Mandatory (0−0) |
| Tier II (0−1)                | Premier 5 (0−0)         |
| Tier III (1−1)               | Premier (0−1)           |
| Tier IV i V (2−2)            | International (2−6)     |

| Títols per superfície |
| --------------------- |
| Dura (1−4)            |
| Gespa (1−2)           |
| Terra batuda (3−5)    |

| Resultat   | Núm. | Data                 | Torneig                         | Superfície   | Parella             | Oponents en la final                      | Marcador            |
| ---------- | ---- | -------------------- | ------------------------------- | ------------ | ------------------- | ----------------------------------------- | ------------------- |
| Finalista  | 1.   | 30 d'abril de 2005   | Estoril, Portugal               | Terra batuda | Henrieta Nagyová    | Li Ting Sun Tiantian                      | 3−6, 1−6            |
| Finalista  | 2.   | 30 d'octubre de 2005 | Hasselt, Bèlgica                | Dura (i)     | Ágnes Szávay        | Émilie Loit Katarina Srebotnik            | 3−6, 4−6            |
| Finalista  | 3.   | 19 de febrer de 2006 | Anvers, Bèlgica                 | Dura (i)     | Stéphanie Foretz    | Dinara Safina Katarina Srebotnik          | 1−6, 1−6            |
| Guanyadora | 1.   | 22 de juliol de 2006 | Palerm, Itàlia                  | Terra batuda | Janette Husárová    | Alice Canepa Giulia Gabba                 | 6−0, 6−0            |
| Guanyadora | 2.   | 30 de juliol de 2006 | Budapest, Hongria               | Terra batuda | Janette Husárová    | Lucie Hradecká Renata Voráčová            | 4−6, 6−4, 6−4       |
| Finalista  | 4.   | 3 de maig de 2008    | Praga, República Txeca          | Terra batuda | Jill Craybas        | Andrea Hlaváčková Lucie Hradecká          | 6−1, 3−6, [6−10]    |
| Guanyadora | 3.   | 20 de juny de 2008   | 's-Hertogenbosch, Països Baixos | Gespa        | Marina Erakovic     | Liga Dekmeijere Angelique Kerber          | 6−3, 6−2            |
| Finalista  | 5.   | 22 de febrer de 2009 | Memphis, Estats Units           | Dura (i)     | Yuliana Fedak       | Viktória Azàrenka Caroline Wozniacki      | 1−6, 6−7(2)         |
| Finalista  | 6.   | 19 de juny de 2009   | 's-Hertogenbosch                | Gespa        | Yanina Wickmayer    | Sara Errani Flavia Pennetta               | 4−6, 7−5, [11−13]   |
| Guanyadora | 4.   | 21 de febrer de 2010 | Memphis                         | Dura (i)     | Vania King          | Bethanie Mattek-Sands Meghann Shaughnessy | 7−5, 6−2            |
| Finalista  | 7.   | 18 d'abril de 2010   | Charleston, Estats Units        | Terra batuda | Vania King          | Liezel Huber Nadia Petrova                | 3−6, 4−6            |
| Finalista  | 8.   | 30 d'abril de 2011   | Estoril, Portugal               | Terra batuda | Eleni Daniïlidu     | Alisa Kleybanova Galina Voskoboeva        | 4−6, 2−6            |
| Finalista  | 9.   | 5 de maig de 2012    | Budapest, Hongria               | Terra batuda | Eva Birnerová       | Janette Husárová Magdaléna Rybáriková     | 4−6, 2−6            |
| Finalista  | 10.  | 4 de gener de 2014   | Auckland, Nova Zelanda          | Dura         | Lucie Hradecká      | Sharon Fichman Maria Sanchez              | 6−2, 0−6, [4−10]    |
| Guanyadora | 5.   | 24 de maig de 2014   | Nuremberg, Alemanya             | Terra batuda | Karolína Plíšková   | Raluca Olaru Shahar Pe'er                 | 6−0, 4−6, [10−6]    |
| Finalista  | 11.  | 20 de juny de 2014   | 's-Hertogenbosch (2)            | Gespa        | Kristina Mladenovic | Marina Erakovic Arantxa Parra Santonja    | 6−0, 6−7(5), [8−10] |

### Equips: 1 (0−1)
| Resultat  | Núm. | Data               | Torneig                       | Superfície | Equip         | Oponents                 | Marcador |
| --------- | ---- | ------------------ | ----------------------------- | ---------- | ------------- | ------------------------ | -------- |
| Finalista | 1.   | 6 de gener de 2006 | Copa Hopman, Perth, Austràlia | Dura (i)   | Peter Wessels | Lisa Raymond Taylor Dent | 1−2      |

## Trajectòria

### Individual
| Open d'Austràlia | A   | 2R | 3R | 1R | 1R  | A   | Q   | Q   | 2R  | A   | A   | A   | A   | Q | 0 / 5 | 4 – 5 |
| Roland Garros | A   | 1R | 1R | 3R | 1R  | Q   | Q   | Q   | 1R  | A   | A   | A   | Q   |   | 0 / 5 | 2 – 5 |
| Wimbledon | A   | A  | 1R | QF | 1R  | A   | Q   | Q   | A   | 1R  | A   | A   | Q   |   | 0 / 4 | 4 – 4 |
| US Open | A   | A  | 1R | 2R | A   | A   | Q   | 2R  | 1R  | A   | Q   | A   | Q   |   | 0 / 4 | 2 – 4 |
| Rànquing a final d'any | 429 | 58 | 35 | 34 | 219 | 129 | 141 | 107 | 150 | 275 | 281 | 177 | 269 |   |       |       |
| Llegenda: G: Guanyadora; F: Finalista; SF: Semifinalista; QF: Quarts de final; Q: Qualificació; A: Absent; RR: Round Robin; |     |    |    |    |     |     |     |     |     |     |     |     |     |   |       |       |

### Dobles
| Open d'Austràlia | A   | 3R | 2R | 1R  | A  | 1R | 2R | 1R  | A   | 3R | SF | A  | 2R  | 2R | 0 / 10    | 12 – 10   |
| Roland Garros | A   | 1R | 3R | 1R  | A  | 2R | 3R | A   | A   | SF | QF | 2R | A   | A  | 0 / 8     | 13 – 8    |
| Wimbledon | A   | 2R | 3R | 1R  | A  | 1R | 1R | A   | A   | 2R | 3R | 3R | A   | A  | 0 / 8     | 8 – 8     |
| US Open | A   | 2R | 2R | A   | A  | 1R | 1R | 1R  | A   | 3R | 3R | 2R | A   | 1R | 0 / 9     | 7 – 9     |
| Rànquing a final d'any | 108 | 36 | 47 | 106 | 97 | 75 | 72 | 175 | 111 | 25 | 23 | 89 | 188 |    | 250 – 143 | 250 – 143 |
| Llegenda: G: Guanyadora; F: Finalista; SF: Semifinalista; QF: Quarts de final; Q: Qualificació; A: Absent; RR: Round Robin; |     |    |    |     |    |    |    |     |     |    |    |    |     |    |           |           |